# Geoffrey Keyes
Geoffrey Keyes (Fort Bayard, 30 ottobre 1888 – Fort Bayard, 17 settembre 1967) è stato un generale statunitense.

## Biografia
Keyes nacque a Fort Bayard, in Nuovo Messico, e si diplomò a West Point nel 1913. Diplomatosi alla Command and General Staff School nel 1926, terminò i propri studi presso l'Army War College nel 1937.
Nel 1940 fu Capo dello Staff della 2ª divisione corazzata, divenendo poi comandante della 3ª divisione corazzata nel 1942. Dal giugno al settembre di quello stesso anno egli ottenne il comando della 9ª divisione corazzata prima di recarsi nel Nord Africa come Deputato Comandante Generale del I corpo.
Dal 1943 al 1945 fu Comandante Generale del II corpo. Egli ottenne il comando della VII armata dal 1945 al 1946 per poi passare alla III armata dal 1946 al 1947.
Nel 1947 venne nominato Alto Commissario degli alleati per l'Austria.
Egli prestò servizio come Direttore nel Weapons Systems Evaluation Group (WSEG) nel periodo 1951-1954.
Si ritirò dal servizio nel 1954 e morì nel 1967, venendo sepolto a West Point, presso l'accademia ove aveva studiato.
Nel 1917 era divenuto anche capo allenatore della nazionale di football americano dell'esercito americano.